# Traveler
Traveler is een drama-thriller televisieserie die van 10 mei 2007 tot 18 juli 2007 op de Amerikaanse televisiezender ABC uitgezonden werd.
Traveler kende acht afleveringen van ongeveer 42 minuten elk. Oorspronkelijk werden er dertien delen verwacht, maar op 28 oktober 2006 besloot ABC de serie met vijf afleveringen in te korten. Bedenker David DiGilio heeft gezegd dat het onwaarschijnlijk is dat er een nog een vervolgseizoen komt.

## Verhaal
Yale-studenten Jay Burchell (Matthew Bomer) en Tyler Fog (Logan Marshall-Green) spreken met hun onlangs ontmoette vriend Will Traveler (Aaron Stanford) af om naar het Drexler Museum in New York te gaan. Ze willen een filmpje maken terwijl Jay en Tyler op skates door het museum gaan. Het is de bedoeling dat ze Will buiten weer treffen.
Tot een hereniging buiten komt het niet. Ze krijgen een telefoontje van Will waarin hij vraagt of ze buiten zijn. Na hun bevestiging zegt hij nog dat het hem spijt dat hij dit moet doen. Vervolgens gaat er een flinke bom af in het museum. Jay en Tyler vluchten weg voor de chaos. Eenmaal thuis blijken ze op tv te zijn, omdat op de bewakingsbeelden te zien is dat Jay en Tyler zich haastig uit de voeten maken uit het museum, daardoor worden zij als hoofdverdachten gezien van een vermeende terroristische aanval op het Drexler Museum. Enkel zij weten dat ze volkomen onschuldig zijn hieraan, maar iemand heeft alle sporen richting hun twee laten wijzen.
Het blijkt dat hun 'vriend Traveler' op zijn minst de tweede naam Daniel Taft gebruikt. Hij heeft hen doelbewust als verdachten doen voorkomen om zelf buiten schot te blijven. Taft zelf is ook niet dood, maar nooit binnen gegaan en in het niets verdwenen. Hij wist bij voorbaat dat de bom zou ontploffen en rekende erop dat Burchell en Fog daarbij zouden omkomen, zodat het een zelfmoordaanslag zou lijken. Taft blijkt in al die maanden dat hij met de twee vrienden aanpapte geen enkel spoor te hebben achtergelaten waarmee bewezen kan worden dat de persoon Traveler ooit bestaan heeft. Voor de politie lijkt hun verhaal een grote leugen.
Terwijl Burchell en Fog vluchten voor de hen opjagende FBI, komen ze te weten dat op z'n minst twee organisaties samenzweren, namelijk de FBI en het Department of Homeland Security. Als ze bij toeval Traveller/Taft ergens tegenkomen en die meteen wegvlucht, weten ze zeker dat ze er doelbewust ingeluisd zijn.

## Rolverdeling
| Acteur               | Rol                            |
| -------------------- | ------------------------------ |
| Matthew Bomer        | Jay Burchell                   |
| Logan Marshall-Green | Tyler Fog                      |
| Aaron Stanford       | Will Traveler                  |
| Viola Davis          | Agent Jan Marlow               |
| Steven Culp          | Speciale Agent Fred Chambers   |
| Anthony Ruivivar     | Agent Guillermo Borjes         |
| Pascale Hutton       | Kim Doherty                    |
| William Sadler       | Carlton Fog                    |
| Billy Mayo           | The Porter                     |
| Neal McDonough       | Homeland Security's Jack Freed |